# NGC 2216
NGC 2216 é uma galáxia espiral barrada (SBab) localizada na direcção da constelação de Canis Major. Possui uma declinação de -22° 05' 14" e uma ascensão recta de 6 horas, 21 minutos e 30,7 segundos.
A galáxia NGC 2216 foi descoberta em 23 de Janeiro de 1835 por John Herschel.